# Don't Be So Hard on Yourself
«Don't Be So Hard on Yourself»  —en español, «No seas tan duro contigo mismo»— es una canción interpretada por la artista inglesa Jess Glynne. Fue lanzado como el cuarto sencillo de su álbum debut I Cry When I Laugh el 14 de agosto de 2015. Fue escrito por Jess Glynne, Wayne Hector y TMS que también produjo la canción. Líricamente, la canción habla de como pasar los tiempos difíciles y 'no ser duro con uno mismo ". Críticamente, fue aclamado por su contenido lírico y entrega vocal de Glynne. El 14 de agosto de 2015, la canción entró en el UK Singles Chart en el número 78 solo como el sencillo, alcanzando el número uno la semana siguiente. La canción de Glynne se convirtió su quinto UK sencillo número uno (incluyendo sus singles destacados), empatando el récord de Cheryl Fernández-Versini por la mayoría de números uno por una artista femenina británica.

## Antecedentes y lanzamiento
Tras el éxito de "Hold My Hand", Jess Glynne apareció en el sencillo "No Letting Go" de Tinie Tempah, con dos canciones que llegan a la parte superior de la UK Singles Chart. Más tarde, en junio de 2015, ella pasó por una cirugía vocal, por lo que se ven obligados a cancelar una serie de espectáculos. El 29 de junio de 2015, se anunció "Don't Be So Hard on Yourself" como el tercer sencillo del álbum y fue el número treinta y uno en subir una a su canción en su cuenta de SoundCloud. Fue lanzado en primer lugar a las estaciones de radio del Reino Unido el 1 de julio de 2015 y más tarde recibió su versión completa el 14 de agosto de 2015, una semana antes del lanzamiento del álbum.

## Composición y letra
"Don't Be So Hard on Yourself" fue escrito por Jess Glynne, Wayne Hector con sus productores Tom Barnes, Peter Kelleher y Ben Kohn, también conocido como el equipo de producción TMS . De acuerdo con la partitura publicada en Musicnotes.com por Universal Music Publishing Group, la canción está escrita en la tonalidad de sol mayor, con un rango vocal de Glynne que abarca desde la baja nota de D3 a la alta nota de D5. Su instrumentación consiste en piano, guitarra y violines, lleno de cuerdas, sintetizadores brillo y voces emotivas. En su puente, la canción también cuenta con un "coro multi-seguimiento y tambores estilo militares." Es una canción dance-pop con influencias de la música disco, house y soul-pop. Líricamente, habla de la superación de un corazón roto y no dejar que la derrota te entristezca. En el coro, canta: "No seas tan duro contigo mismo, no / Aprende a perdonar, aprende a dejar ir / Excursiones a Todo el mundo, todo el mundo se cae / Así que no seas tan duro contigo mismo, no."" Cuando se le preguntó acerca de la historia detrás de la canción, ella explicó: "Cuando me encuentro con mis editores, gerentes y discográficas todo estaba sucediendo a mí, yo estaba pasando por un momento muy difícil me habían roto mi corazón y yo estaba en un lugar oscuro. lugar. era aún más difícil porque mis sueños se hacen realidad y tuve que poner una sonrisa en mi cara cada día ."

## Recepción

### Crítica
La canción recibió críticas generalmente positivas de los expertos musicales. Rachel Sonis de Idolator la llamó un "piso-relleno y masivo", mientras que Bianca Gracie de la misma publicación señaló que "hay un tono refrescante y sombrío que lo guarda de ser demasiado predecible." Amy Davidson de Digital Spy dio las 4 de 5 estrellas declarando, "[W] on su voz dispara a los mismos perímetros de la pista, 'Don't Be So Hard on Yourself' ve que Glynne continua usando sus influencias de la discoteca debajo de la manga para una nueva toma del himno "Me siento Bien". Popjustice la llamó brillante, alabando su "gran post-estribillo y el coro", así como sus "cadenas". Si bien recomienda la canción para descargar, Andy Gill de The Independent escribió que "[la] podría ser la misión del proyecto, con la entrega oscuramente trémula de Glynne una especie de gorjeo turbo-alimentado que transmite la fuerza de su tribulación superada, un mensaje oculto anotado por el subidon de los coros ". Ian Gittins de Virgin Media elogió su "gran voz, resonante, sin melisma [que] habita cada grieta del himno [pista]."
Matthew Scott Donnelly del Pop Crush opinó que la canción "utiliza un alma optimista como vehículo para entregar un sonido jovial, [...] llegando a ser una advertencia contra el autodesprecio. En otras palabras, es su nuevo himno de empoderamiento preferido." Andy Baber de MusicOMH la llamó "irresistiblemente pegadizas", elogiando el hecho de que "se basa simplemente en un latido aplaudido, la conducción y un riff de piano alegre." John Aizlewood del London Evening Standard la llamó "una delicia azotada por el viento y la negrita es siempre más divertida que la comedia." Paul MacInnes de The Guardian la comparó con canciones de Emeli Sande, describiéndola como "una canción pop de gran piano que invita al oyente a seguir adelante a través de los días oscuros." Hazel CILLS escribió para Spin que señala que el álbum puede ser "implacable en este mensaje 'para levantarse a sí mismo', citando la canción como" la flor y nata de este cultivo ", observando que está" marcada por violines swooning y un ajuste de la melodía del piano, con un poco de house evocando el club ".

### Comercial
En el Reino Unido, "Don't Be So Hard on Yourself" entró en el UK Singles Chart en el número 78 con base en listas de sencillos. A la semana siguiente, después de su lanzamiento, la canción alcanzó la cima de las listas de éxitos, convirtiéndose en su quinto sencillo número uno, igualando el récord para una artista femenina solista británica,  Cheryl Fernández-Versini. Glynne ha llegado a la cima de las listas con Clean Bandit  "Rather Be", Route 94 "My Love", su propio "Hold My Hand" y "No Letting Go" con Tinie Tempah. En Australia, la canción fue la primera en solitario de Glynne top-ten hit y su más alta sola cartografía ya que "Rather Be" (2014). Debutó en el número 37 en la semana ARIA Singles Chart terminó el 6 de septiembre de 2015, antes de alcanzar un máximo en el número 17 dos semanas más tarde. Después de permanecer una semana más en el número 17, la canción cayó a los números 21 y 24, las siguientes dos semanas, sin embargo, más tarde se subió al número 12, antes de que finalmente alcanzando el número 10, el 1 de noviembre de 2015.

## Presentaciones en vivo
El 23 de mayo de 2015, Glynne interpretó "Don't Be So Hard on Yourself" en la BBC Radio 1 Big Weekend de 2015 en Norwich.

## Vídeo musical
Un vídeo musical para acompañar el lanzamiento de "Don't Be So Hard on Yourself" fue lanzado primero en YouTube el 9 de julio de 2015 a una longitud total de cuatro minutos y diez segundos.

## Lista de sencillos
| Descarga Digital |                                |          |  |
| N.º              | Título                         | Duración |  |
| 1.               | «Don't Be So Hard on Yourself» | 3:31     |  |

## Listas

### Semanales
| Lista (2015)                                | Mejor posición |
| ------------------------------------------- | -------------- |
| Australia (ARIA)                            | 10             |
| Austria (Ö3 Austria Top 40)                 | 65             |
| Bélgica (Flandes) (Ultratip Bubbling Under) | 1              |
| Bélgica (Valonia) (Ultratip Bubbling Under) | 26             |
| República Checa (Rádio Top 100)             | 80             |
| Alemania (Media Control AG)                 | 46             |
| Hungría (Rádiós Top 40)                     | 2              |
| Hungría (Single Top 40)                     | 9              |
| Irlanda (IRMA)                              | 13             |
| Italia (FIMI)                               | 47             |
| México Ingles Airplay (Billboard)           | 14             |
| New Zealand Heatseekers (Recorded Music NZ) | 4              |
| Polonia (Polish Airplay Top 100)            | 45             |
| Poland (Polish Airplay New)                 | 1              |
| Escocia (Scottish Singles Sales Chart)      | 1              |
| Eslovaquia (Rádio Top 100)                  | 29             |
| Reino Unido (UK Singles Chart)              | 1              |

|

### Anuales
| Lista (2015)                         | Posición |
| ------------------------------------ | -------- |
| UK Singles (Official Charts Company) | 39       |

## Fecha de lanzamiento
| Región      | Fecha                | Formato          | Discográfica |
| ----------- | -------------------- | ---------------- | ------------ |
| Irlanda     | 14 de agosto de 2015 | Descarga digital | Atlántic     |
| Reino Unido | 14 de agosto de 2015 | Descarga digital | Atlántic     |